# رئيس الغابون
منصب رئيس الغابون هو المنصب الأعلى في الغابون، وقد تأسس المنصب عام 1960. شغل هذا المنصب 4 رؤساء لحد الآن (بالإضافة لاثنين شغلا المنصب بالوكالة).

## قائمة رؤساء الغابون
الأحزاب السياسية
- الكتلة الديمقراطية الغابونية (BDG) → الحزب الديمقراطي الغابوني (PDG)

- التحالف الديمقراطي والجمهوري (ADERE)

ألوان دلالة
- يدل على الرئيس بالوكالة

- يدل على الرئيس الذي وصل إلى السلطة عن طريق انقلاب

| التسلسل | التسلسل | الصورة | الاسم (الولادة–الوفاة)          | فترة الحكم                    | فترة الحكم     | فترة الحكم                          | فترة الحكم         | الحزب السياسي                                            |
| التسلسل | التسلسل | الصورة | الاسم (الولادة–الوفاة)          | الانتخاب                      | استلام المنصب  | مغادرة المنصب                       | مدة الحكم          | الحزب السياسي                                            |
| ------- | ------- | ------ | ------------------------------- | ----------------------------- | -------------- | ----------------------------------- | ------------------ | -------------------------------------------------------- |
|         | 1       |        | ليون إمبا (1902–1967)           | 1961 1967                     | 17 أغسطس 1960  | 27 نوفمبر 1967 (توفي وهو في المنصب) | 7 سنوات و102 أيام  | الحزب الديمقراطي الغابوني                                |
|         | 2       |        | عمر بونغو (1935–2009)           | 1973 1979 1986 1993 1998 2005 | 2 ديسمبر 1967  | 8 يونيو 2009 (توفي وهو في المنصب)   | 41 سنوات و188 أيام | الحزب الديمقراطي الغابوني / الكتلة الديمقراطية الغابونية |
|         | —       |        | ديجوب ديفونجي دي ندينجه (1946–) | —                             | 6 مايو 2009    | 10 يونيو 2009                       | 35 أيام            | التحالف الديمقراطي والجمهوري (ADERE)                     |
|         | —       |        | روز فرانسين روغومبه (1941–2015) | —                             | 10 يوليو 2009  | 16 أكتوبر 2009                      | 128 أيام           | الحزب الديمقراطي الغابوني (PDG)                          |
|         | 3       |        | علي بونغو أونديمبا (1959–)      | 2009 2016                     | 16 أكتوبر 2009 | 30 أغسطس 2023                       | 13 سنوات و318 أيام | الحزب الديمقراطي الغابوني (PDG)                          |
|         | 4       |        | بريس أوليغي (1975–)             | 2023                          | 30 أغسطس 2023  | في المنصب                           | 1 سنة و203 أيام    | جاء بعد انقلاب 2023 في الغابون                           |

## الملاحظات
1. ↑  توقف لفترة وجيزة خلال انقلاب الغابون في 17–18 فبراير 1964
2. ↑  كان اسمه ألبرت-برنارد بونغو، غير اسمه في 29 سبتمبر 1973, بعد اعتناقه الإسلام. أضاف اسم أونديمبا إلى اسمه في 15 نوفمبر 2003
3. ↑  شغل المنصب بالوكالة ممثلا لعمر بونغو بينما كان راقدا في المستشفى، نائب الرئيس
4. ↑  شغلت منصب الرئيس بالوكالة بعد وفاة عمر بونغو لكونها الأحق دستوريا لشغل المنصب في حال وفاة الرئيس لكونها رئيسة مجلس الشيوخ في الغابون
5. ↑  ابن عمر بونغو أونديمبا
6. ↑  تم تنصيبه كرئيس للمرحلة الانتقالية بعد الانقلاب العسكري في الغابون في 30 أغسطس 2023 الذي أطاح بالرئيس الغابوني السابق علي بونغو أونديمبا
7. ↑  "Gabon coup: Army seizes power from Ali Bongo and puts him in house arrest". bbc.com. 30 أغسطس 2023. اطلع عليه بتاريخ 2023-08-30.
8. ↑  "General Nguema appointed transitional president of Gabon following coup". وكالة الأناضول. Kigali, Rwanda. 30 أغسطس 2023. اطلع عليه بتاريخ 2023-08-31.

## روابط خارجية
- (بالفرنسية)
- موقع World Statesmen – الغابون (بالإنجليزية)